# Janja Orel
Janja Orel, slovenska jadralka, * 14. marec 1977, Izola.
Orlova je za Slovenijo je nastopila na Poletnih olimpijskih igrah 1996 v Atlanti in Poletnih olimpijskih igrah 2000 v Sydneyju.
V Atlanti je jadrala s sestro dvojčico Alenko, s katero je osvojila 19. mesto. Na olimpijadi leta 2000 je jadrala s Klaro Maučec, igre pa sta končali na 17. mestu